# 493 TCN
493 TCN là một năm trong lịch La Mã.